# EN 55013
EN 55013 és norma derivada de la norma internacional CISPR 13. EN 55013 fou creada per l'organisme normalitzador europeu CENELEC. Aplica a receptors de radiodifusió, televisió i similars. El subjecte de la norma són les interferències radioelèctriques, concretament els mètodes i límits de les mesures a realitzar.

## Ambit d'aplicació
Aplica a equips de radiodifusió, televisió i similars (per exemple: aparells de ràdio, aparells de televisió, targetes sintonitzadores de ràdio i tv de PC)

## Límits de pertorbacions conduïdes d'assaig
Límits de les pertorbacions conduïdes en les bornes d'alimentació:
| Banda de freqüència | Valor Quasi-cresta | Valor mig       | Valor eficaç    |
| 0,15 a 0,5 MHz      | 66 a 56 dB (uV)    | 56 a 46 dB (uV) | 60 a 50 dB (uV) |
| 0,5 a 5 MHz         | 56 dB(uV)          | 46 dB(uV)       | 50 dB(uV)       |
| 5 a 30 MHz          | 60 dB(uV)          | 50 dB(uV)       | 54 dB(uV)       |

Límits de les pertorbacions conduïdes en les bornes de l'antena:
| Tipus d'equip                                                                      | Origen                   | Banda de freqüència MHz                 | Valor Quasi-cresta dB (uV)                 | Valor eficaç dB (uV)                       |
| Receptors de tv i targetes sintonitzadores de PC, en els canals entre 30MHz i 1GHz | Oscil·lador local Altres | <1000 MHz 30 a 950 950 a 2150 30 a 2150 | Fonamental 46 Harmònics 46 Harmònics 54 46 | Fonamental 46 Harmònics 46 Harmònics 54 46 |
| Receptors de tv per a satèl·lit                                                    | Oscil·lador local Altres | 950 a 2150 950 a 2150 30 a 2150         | Fonamental 54 Harmònics 54 46              | Fonamental 54 Harmònics 54 46              |
| Ràdios de FM                                                                       | Oscil·lador local Altres | <1000 MHz 30 a 300 300 a 1000 30 a 1000 | Fonamental 66 Harmònics 59 Harmònics 52 46 | Fonamental 66 Harmònics 59 Harmònics 52 46 |

## Límits de pertorbacions radiades d'assaig
Límits de pertorbacions radiades a 3 m de distància:
| Tipus d'equip                                                                      | Origen                   | Banda de freqüència MHz                           | Valor Quasi-cresta dB (uV)                    | Valor eficaç dB (uV)                             |
| Receptors de tv i targetes sintonitzadores de PC, en els canals entre 30MHz i 1GHz | Oscil·lador local Altres | <1000 MHz 30 a 300 300 a 1000 30 a 230 230 a 1000 | Fonamental 57 Harmònics 52 Harmònics 56 40 47 | Fonamental 57 Harmònics 52 Harmònics 56 34/40 47 |
| Receptors de tv per a satèl·lit                                                    | Altres                   | 30 a 230 230 a 1000                               | 40 47                                         | 34/40 47                                         |
| Ràdios de FM                                                                       | 5 a 30 MHz               | <1000 MHz 30 a 300 300 a 1000 30 a 230 230 a 1000 | Fonamental 57 Harmònics 52 Harmònics 56 40 47 | Fonamental 57 Harmònics 52 Harmònics 56 34/40 47 |